# Paraplesiops alisonae
Paraplesiops alisonae är en fiskart som beskrevs av Douglass Fielding Hoese och Kuiter, 1984. Paraplesiops alisonae ingår i släktet Paraplesiops och familjen Plesiopidae. Inga underarter finns listade i Catalogue of Life.